# 自衛隊鳥取地方協力本部
自衛隊鳥取地方協力本部（じえいたいとっとりちほうきょうりょくほんぶ、Tottori Provincial Cooperation Office）は、鳥取県鳥取市富安2-89-4第1地方合同庁舎6階に所在する、自衛隊地方協力本部のひとつ。陸・海・空自衛隊共同の機関だが、通常は陸上自衛隊の中部方面総監の指揮監督下にある。管轄する地域における防衛省・自衛隊の総合窓口として鳥取県管内で活動する。

## 沿革
- 1956年（昭和31年）8月1日 - 自衛隊鳥取地方連絡部が編成される
- 2006年（平成18年）7月31日 - 自衛隊鳥取地方協力本部に改編される
- 2008年（平成20年）10月 - 公費不正流用により当時の本部長を中部方面総監部付に更迭

## 出先機関
- 鳥取募集案内所（鳥取市）
- 倉吉地域事務所（倉吉市）
- 米子地域事務所（米子市）

## 主要幹部
| 官職名                   | 階級    | 氏名     | 補職発令日     | 前職                            |
| ------------------------ | ------- | -------- | -------------- | ------------------------------- |
| 自衛隊鳥取地方協力本部長 | 1等空佐 | 進藤將宗 | 2024年03月28日 | 航空戦術教導団 高射教導群副司令 |

| 代 | 階級    | 氏名       | 在職期間                                                    | 出身校・期                         | 前職                                                   | 後職                                                    |
| -- | ------- | ---------- | ----------------------------------------------------------- | ---------------------------------- | ------------------------------------------------------ | ------------------------------------------------------- |
| 01 | 2等陸佐 | 川田懋     | 1956年08月01日 - 1959年07月31日                             | 中央大学 昭和11年卒                |                                                        | 中部方面隊準備本部第1部長 （1等陸佐昇任）               |
| 02 | 2等陸佐 | 笠井正三   | 1959年08月01日 - 1962年07月31日 ※1962年07月01日 1等陸佐昇任 | 中央大学 昭和11年卒                | 陸上自衛隊富士学校総務部監理課長 （2等陸佐）           | 自衛隊新潟地方連絡部長                                  |
| 03 | 2等陸佐 | 橋本政夫   | 1962年08月01日 - 1965年03月15日                             | 京都帝国大学 昭和16年卒            | 自衛隊神奈川地方連絡部援護課長 （2等陸佐）             | 守山駐とん地業務隊長                                    |
| 04 | 1等陸佐 | 矢野太満志 | 1965年03月16日 - 1967年03月15日                             | 拓殖大学                           | 海田市駐とん地業務隊長                                 | 北部方面総監部募集課長                                  |
| 05 | 1等陸佐 | 中山義正   | 1967年03月16日 - 1969年03月16日                             | 早稲田大学                         | 陸上自衛隊業務学校勤務                                 | 陸上幕僚監部警務課勤務                                  |
| 06 | 2等陸佐 | 佐々木信雄 | 1969年03月17日 - 1971年07月15日 ※1970年01月01日 1等陸佐昇任 | 同志社大学 昭和21年卒              | 善通寺駐とん地業務隊長 （2等陸佐）                     | 第13特科連隊長 兼 日本原駐とん地司令                    |
| 07 | 2等陸佐 | 金丸光延   | 1971年07月16日 - 1973年07月15日 ※1972年01月01日 1等陸佐昇任 | 陸士57期                           | 陸上自衛隊富士学校勤務 （2等陸佐）                     | 陸上幕僚監部第1部勤務                                   |
| 08 | 1等陸佐 | 眞鍋久     | 1973年07月16日 - 1975年07月15日                             | 陸士60期                           | 第5師団司令部第3部長                                   | 陸上幕僚監部募集課募集班長                              |
| 09 | 事務官  | 竹内了     | 1975年07月16日 - 1977年01月16日                             | 京都大学 昭和18年卒                | 自衛隊福岡地方連絡部副部長                             | 中部方面総監部付                                        |
| 10 | 事務官  | 佐伯肇     | 1977年01月17日 - 1980年03月16日                             | 日本大学                           | 自衛隊兵庫地方連絡部副部長                             | 中部方面総監部人事課付                                  |
| 11 | 1等海佐 | 小西忠     | 1980年03月17日 - 1982年03月15日                             | 防大1期                            | 統合幕僚学校教育課教務班長                             | 教育航空集団司令部付 →1982年7月12日 同司令部幕僚        |
| 12 | 1等海佐 | 鈴木英士   | 1982年03月16日 - 1984年08月09日                             | 中央大学 昭和29年卒                | 防衛大学校教授                                         | 海上自衛隊幹部学校付 →1985年3月16日 防衛研修所所員      |
| 13 | 事務官  | 伊藤宗武   | 1984年08月10日 - 1986年07月31日                             | 中央大学 昭和37年卒                | 長官官房企画官                                         | 防衛施設庁労務部労務厚生課長                            |
| 14 | 1等空佐 | 森田忠信   | 1986年08月01日 - 1988年07月31日                             | 防大7期                            | 航空幕僚監部防衛部調査第2課 収集第1班長                | 航空救難団飛行群司令                                    |
| 15 | 1等空佐 | 林吉永     | 1988年08月01日 - 1991年03月15日                             | 防大9期                            | 南西航空警戒管制隊第56警戒群司令 兼 与座岳分屯基地司令 | 航空幕僚監部監理部総務課長                              |
| 16 | 1等陸佐 | 澤田徹夫   | 1991年03月16日 - 1992年11月30日                             | 防大10期                           | 第4特科群長 兼 上富良野駐屯地司令                      | 第12師団司令部幕僚長                                    |
| 17 | 1等陸佐 | 河野芳久   | 1992年12月01日 - 1994年06月30日                             | 防大14期                           | 陸上幕僚監部調査部調査第1課勤務                        | 陸上幕僚監部人事部援護業務課長                          |
| 18 | 1等空佐 | 宮部俊一   | 1994年07月01日 - 1996年06月30日                             | 防大16期                           | 航空幕僚監部技術部技術第1課 計画班長                   | 統合幕僚会議事務局第5幕僚室 防衛企画調整官 兼 総括班長  |
| 19 | 1等海佐 | 藤崎供美   | 1996年07月01日 - 1998年06月30日                             | 防大15期                           | 第4支援整備隊司令                                      | 海上自衛隊第3術科学校副校長 （教育第2部長事務取扱）     |
| 20 | 1等陸佐 | 岩崎康夫   | 1998年07月01日 - 2000年03月31日                             | 防大17期                           | 第12普通科連隊長 兼 国分駐屯地司令                     | 陸上自衛隊幹部学校主任研究開発官                        |
| 21 | 1等陸佐 | 坂田善穗   | 2000年04月01日 - 2002年12月01日                             | 防大17期                           | 第1空挺団普通科群長                                    | 第8師団司令部幕僚長                                     |
| 22 | 1等陸佐 | 濵崎哲郎   | 2002年12月02日 - 2005年03月27日                             | 防大21期                           | 第2地対艦ミサイル連隊長 兼 美唄駐屯地司令              | 第3師団司令部幕僚長                                     |
| 23 | 1等陸佐 | 淵之上徹   | 2005年03月28日 - 2007年03月27日                             | 防大22期                           | 第12施設群長 兼 岩見沢駐屯地司令                       | 陸上自衛隊研究本部総合研究部 第1研究課長                |
| 24 | 1等陸佐 | 堀浩明     | 2007年03月28日 - 2008年10月08日                             | 生徒22期・ 北海学園大学 昭和59年卒 | 統合幕僚監部防衛計画部 計画課業務計画班長              | 中部方面総監部付 →2009年4月1日 陸上自衛隊研究本部研究員 |
| 25 | 1等陸佐 | 荒関和人   | 2008年10月09日 - 2010年11月30日                             | 防大26期                           | 統合幕僚学校研究室研究員                               | 東北方面航空隊長 兼 霞目駐屯地司令                      |
| 26 | 1等陸佐 | 住谷正仁   | 2010年12月01日 - 2012年12月03日                             | 防大26期                           | 陸上自衛隊補給統制本部通信電子部長                     | 陸上自衛隊幹部学校主任教官                              |
| 27 | 1等陸佐 | 吉浦健二   | 2012年12月04日 - 2014年03月22日                             | 防大34期                           | 陸上幕僚監部監理部総務課企画班長                       | 統合幕僚監部運用部 運用第2課国際地域調整官              |
| 28 | 1等陸佐 | 佐藤健     | 2014年03月23日 - 2016年07月31日                             | 防大34期                           | 陸上幕僚監部監理部総務課渉外班長                       | 陸上自衛隊航空学校霞ヶ浦分校長                          |
| 29 | 1等陸佐 | 松田靖史   | 2016年08月01日 - 2018年07月31日                             | 防大34期                           | 東部方面会計隊長                                       | 陸上自衛隊中央会計隊副隊長                              |
| 30 | 1等陸佐 | 青木秀敏   | 2018年08月01日 - 2020年03月15日                             | 防大38期                           | 第7高射特科連隊長 兼 静内駐屯地司令                    | 陸上自衛隊教育訓練研究本部 主任研究開発官               |
| 31 | 1等空佐 | 村岡正智   | 2020年03月16日 - 2021年07月31日                             | 防大34期                           | 防衛大学校訓練部学生課長                               | 航空自衛隊幹部学校勤務                                  |
| 32 | 1等空佐 | 村田晶洋   | 2021年08月01日 - 2024年03月27日                             | 東海大学・ 84期幹候                | 第2航空団基地業務群司令                                | 中部高射群司令                                          |
| 33 | 1等空佐 | 進藤將宗   | 2024年03月28日 -                                            | 防大42期                           | 航空戦術教導団高射教導群副司令                         |                                                         |